# 维克托·祖布科夫
维克托·阿列克谢耶维奇·祖布科夫（俄语：Виктор Алексеевич Зубков，1941年9月15日—），俄罗斯政治家，前任俄罗斯财政部第一副部长兼俄罗斯联邦金融监管局局长，2007年9月12日，俄罗斯总统弗拉基米尔·普京签署总统令任命他为俄罗斯总理。

## 经历
祖布科夫出生于斯维尔德洛夫斯克州，早年从事农业管理工作，曾担任国营农场场长18年。1985年进入列宁格勒市政府工作，1991年后曾辅佐普京，主管圣彼得堡（即列宁格勒）的对外经济工作。1993年，祖被调往莫斯科中央政府工作。2001年出任俄罗斯财政部第一副部长兼联邦金融监管局局长。2008年5月-2012年5月，他的俄罗斯总理職務由弗拉基米尔·弗拉基米罗维奇·普京取代，之後轉任第一副總理職務。